# 第44回ダヴィッド・ディ・ドナテッロ賞
第44回ダヴィッド・ディ・ドナテッロ賞（だい44かいダヴィッド・ディ・ドナテッロしょう）の授賞式は、1999年6月16日にローマで行われた。

## 受賞とノミネート一覧
太字が受賞者。

### 作品賞
- もうひとつの世界 Fuori dal mondo（監督：ジュゼッペ・ピッチョーニ）
- 海の上のピアニスト La leggenda del pianista sull'oceano（監督：ジュゼッペ・トルナトーレ）
- シャンドライの恋 L'assedio（監督：ベルナルド・ベルトルッチ）

### 監督賞
- ジュゼッペ・トルナトーレ（『海の上のピアニスト』）
- ベルナルド・ベルトルッチ （『シャンドライの恋』）
- ジュゼッペ・ピッチョーニ（『もうひとつの世界』）

### 新人監督賞
- ルチャーノ・リガブエ（『ラジオフレッチャ』[1]）
- ジュゼッペ・M・ガウディーノ（『Giro di lune tra terra e mare』）
- ガブリエーレ・ムッチーノ（『Ecco fatto』）

### 脚本賞
- ジュゼッペ・ピッチョーニ、グァルティエーロ・ロゼッラ、ルチア・ゼイ（『もうひとつの世界』）
- クリスティーナ・コメンチーニ（『Matrimoni』）
- ジュゼッペ・トルナトーレ（『海の上のピアニスト』）

### プロデューサー賞
- リオネッロ・チェッリ（『もうひとつの世界』）
- フランコ・コンミッテーリ（『La cena』）
- ドメニコ・プロカッチ（『ラジオフレッチャ』）

### 主演女優賞
- マルゲリータ・ブイ（『もうひとつの世界』）
- フランチェスカ・ネリ（『Matrimoni』）
- ジョヴァンナ・メッツォジョルノ（『Del perduto amore』）

### 主演男優賞
- ステファノ・アコルシ（『ラジオフレッチャ』）
- シルヴィオ・オルランド（『もうひとつの世界』
- アントニオ・アルバネーゼ（『La fame e la sete』）

### 助演女優賞
- チェチーリア・ダッツィ（『Matrimoni』）
- パオラ・ティツィアーナ・クルチャーニ（『キス＆ハグ』）
- ルネッタ・サヴィーノ（『Matrimoni』）

### 助演男優賞
- ファブリツィオ・ベンティヴォリオ（『Del perduto amore』）
- マリオ・スカッチャ（『Ferdinando e Carolina』）
- エミリオ・ソルフリッツィ（『Matrimoni』）

### 撮影監督賞
- コルタイ・ラヨシュ（『海の上のピアニスト』）
- ルカ・ビガッツィ（『いつか来た道』）
- ファビオ・チャンケッティ（『シャンドライの恋』）

### 作曲賞
- エンニオ・モリコーネ（『海の上のピアニスト』）
- ルドヴィコ・エイナウディ（『もうひとつの世界』）
- ルチャーノ・リガブエ（『ラジオフレッチャ』）

### 美術賞
- フランチェスコ・フリジェーリ（『海の上のピアニスト』）
- ジャンカルロ・バジーリ（『いつか来た道』）
- エンリコ・ヨブ（『Ferdinando e Carolina』）

### 衣装デザイン賞
- マウリツィオ・ミッレノッティ（『海の上のピアニスト』）
- ジャンナ・ジッシ（『いつか来た道』）
- ジーノ・ペルシコ（『Ferdinando e Carolina』）

### 編集賞
- エスメラルダ・カラブリア（『もうひとつの世界』）
- マッシモ・クアリア（『海の上のピアニスト』）
- チェチーリア・ザヌーゾ（『Matrimoni』）

### 録音賞
- ガエターノ・カリート（『ラジオフレッチャ』）
- アメデオ・カサーティ（『もうひとつの世界』）
- ブルーノ・プッパロ（『Matrimoni』）

### 短編映画賞
- Quasi fratelli（監督：フランチェスコ・ファラスキ）
- Fuochino（監督：カルロッタ・チェルクェッティ）
- Incantesimo napoletano（監督：パオロ・ジェノヴェーゼ、ルカ・ミニエーロ）
- Tanti auguri（監督：ジュリオ・マンフレドニア）

### 外国映画賞
- Train de vie（監督：ラデュ・ミへイレアニュ）
- 恋におちたシェイクスピア（監督：ジョン・マッデン）
- セントラル・ステーション（監督：ウォルター・サレス）

### ダヴィッド学生賞
- 海の上のピアニスト La leggenda del pianista sull'oceano（監督：ジュゼッペ・トルナトーレ）
- I piccoli maestri（監督：ダニエーレ・ルケッティ）
- Del perduto amore（監督：ミケーレ・プラチド）

### ダヴィッド特別賞
- マウロ・ボロニーニ
- ソフィア・ローレン
- アルベルト・ソルディ

### チネチッタ賞
- ダンテ・フェレッティ